# Aeroportul Samsun
Aeroportul Samsun (IATA: SSX, ICAO: LTAQ) este un aeroport din Turcia.
aeroportul dispune de o singură pistă.